# Albert Spencer, 7.º Conde Spencer
Albert Edward John Spencer, 7.º Conde Spencer (23 de maio de 1892 — 9 de junho de 1975) foi um nobre, militar e político conservador britânico.

## Biografia
The Honourable Albert Spencer nasceu em Londres, como filho mais velho de Charles Robert Spencer, 6.º Conde Spencer, e de sua esposa, Margaret Baring, segunda filha de Edward Baring, 1.º Barão Revelstoke. Entre seus padrinhos, estiveram Edward VII. De 1910 até 1922, seu título era Visconde Althorp. Intimamente, Albert era chamado de "Jack" Spencer.
Foi educado em Harrow School, Londres. Em 1913, ele graduou-se de Trinity College, na Universidade de Cambridge, com um Bacharel em Artes. Em 1916, Spencer deteve o ofício de Justice of Peace por Northamptonshire. Serviu na Primeira Guerra Mundial, de 1917 até 1918, mas acabou ferido. Até 1919, ele tinha sido capitão, em serviço ao 1st. Life Guards. Em 1924, Spencer tornou-se Hon. Coronel do 4.° Batalhão, um regimento de Northamptonshire. Em 1937, deteve o mesmo posto no 50.° Batalhão. Foi condecorado com a Territorial Decoration. Em 1946, graduou-se em Cambridge com mestrado em ciências sociais. De 1952 até 1967, foi apontado lorde-tenente de Northamptonshire. Na Universidade de Leicester, Spencer foi premiado com o grau honorário de Doctor of Letters. Mais tarde, foi investido Cavaleiro com a Mais Venerável Ordem do Hospital de São João de Jerusalém.
Em 1953, abriu ao público a propriedade ancestral de sua família, Althorp, a fim de minimizar os impostos. Conhecedor da arte, foi um membro de conselho diretor da Wallace Collection e presidente da Escola Real de Costura. Lord Spencer foi um membro da Sociedade de Antiquários de Londres e da Real Sociedade de Artes. Nos anos 60, por um período de oito anos, o conde foi presidente do conselho consultivo do Victoria and Albert Museum.
Em 26 de fevereiro de 1919, Spencer casou-se com Lady Cynthia Hamilton, segunda filha de James Hamilton, 3.º Duque de Abercorn. Eles tiveram dois filhos juntos:
- Lady Anne Spencer (4 de agosto de 1920). Casou-se com Christopher Balwin Hughes Wake-Walker, um capitão da Marinha Real Britânica.
- John Spencer, 8.º Conde Spencer (24 de janeiro de 1924 - 29 de março de 1992).

Ele morreu na clínica de repouso St Matthews, em Northampton, de uma doença pouco duradoura. Foi sucedido como Conde Spencer por seu único filho, que foi o pai de Diana, Princesa de Gales.